# 印尼龐鯰
印尼龐鯰，為輻鰭魚綱鯰形目粒鯰科的其中一種，為熱帶淡水魚，被IUCN列為易危保育類動物，分布於亞洲印尼婆羅洲卡普阿斯河流域，體長可達9.9公分，棲息在底層水域，生活習性不明。

## 扩展阅读
維基物種上的相關：印尼龐鯰